# Gouvernement Mouamba II
Pour les articles homonymes, voir Gouvernement Clément Mouamba.
VIe République
Gouvernement Clément Mouamba (1) Gouvernement Anatole Collinet Makosso
Le deuxième gouvernement Clément Mouamba est le gouvernement de la République du Congo en fonction du 22 août 2017 au 4 mai 2021. Ses membres furent nommés par le président Denis Sassou-Nguesso, sur proposition du chef du Gouvernement, le Premier ministre Clément Mouamba.

## Contexte et nomination
Après les élections législatives de 2017, où le parti présidentiel (PCT) est largement arrivé en tête, le Premier ministre Clément Mouamba présente la démission de son gouvernement au Président Denis Sassou-Nguesso, comme le veut l'usage lors d'une nouvelle législature. Le 21 août, il est reconduit à son poste, et nomme un nouveau gouvernement le 22 août. Composé de 35 membres, ce dernier comprend désormais un vice-premier ministre, Firmin Ayessa.
Gouvernement dit « de l'efficacité », il se donne pour objectif de lutter contre la crise économique que traverse le pays, la dette publique dépassant la barre des 115% du PIB.

## Critiques
Fait exceptionnel depuis la fin de la guerre civile, la majorité présidentielle critique l'action du gouvernement lors de ses universités d'avril 2019, dénonçant notamment le manque d'action contre la corruption. 42 recommandations sont alors formulées par les participants à l'attention du gouvernement.

## Changements
En septembre 2019, la ministre de la Promotion de la Femme et de l'Intégration de la Femme au développement, Inès Nefer Ingani, est limogée par décret présidentiel. Elle est remplacée le 19 septembre par Jacqueline Lydia Mikolo, qui cumule cette fonction en plus de celle de ministre de la Santé et de la Population.
En mars 2020, le président Denis Sassou-Nguesso met fin par décret aux fonctions de Fidèle Dimou, remplacé au Ministère des Transports par Ingrid Ebouka-Babackas, qui cumule ce porte-feuille avec celui du Ministère du Plan. Le président nomme également Ludovic Ngatsé au poste de ministre délégué  chargé du Budget, auprès du ministre des Finances et du Budget Calixte Ganongo.

## Démission
Lors de l'élection présidentielle de 2021, Denis Sassou-Nguesso est réélu président pour un quatrième mandat. Le 4 mai 2021, trois semaines après son investiture, Clément Mouamba lui présente sa démission ainsi que celle de son gouvernement. Ce dernier reste cependant en place afin d'expédier les affaires courantes jusqu'à la nomination du gouvernement Makosso le 15 mai 2021.

## Gouvernement

### Premier ministre
| Image | Fonction         | Nom             |
| ----- | ---------------- | --------------- |
|       | Premier ministre | Clément Mouamba |

### Vice-Premier ministre
| Image | Fonction | Nom           |
| ----- | --- | ------------- |
|       | Vice-Premier ministre, chargé de la fonction publique, de la réforme de l’Etat, du travail et de la sécurité sociale | Firmin Ayessa |

### Ministres d’État
| Image | Fonction                                                           | Nom                    |
| ----- | ------------------------------------------------------------------ | ---------------------- |
|       | Directeur du cabinet du chef de l'État                             | Florent Ntsiba         |
|       | Ministre de l'Agriculture, de l'Élevage et de la Pêche             | Henri Djombo           |
|       | Ministre de l'Économie, de l'Industrie et du Portefeuille public   | Gilbert Ondongo        |
|       | Ministre du Commerce, des Approvisionnements et de la Consommation | Claude Alphonse Nsilou |

### Ministres
| Image | Fonction | Nom                                        |
| ----- | --- | ------------------------------------------ |
|       | Ministre de l'Intérieur et de la Décentralisation                                                                                         | Raymond Zéphirin Mboulou                   |
|       | Ministre des Mines et de la Géologie | Pierre Oba                                 |
|       | Ministre de l'Aménagement, de l'Équipement du territoire et des Grands travaux                                                            | Jean-Jacques Bouya                         |
|       | Ministre des Hydrocarbures | Jean-Marc Thystère-Tchicaya                |
|       | Ministre des Affaires étrangères, de la Coopération et des Congolais de l'étranger                                                        | Jean-Claude Gakosso                        |
|       | Ministre de la Défense nationale | Charles Richard Mondjo                     |
|       | Ministre des Finances et du Budget | Calixte Ganongo                            |
|       | Ministre de la Communication et des Médias Porte-parole du Gouvernement                                                                   | Thierry Moungalla                          |
|       | Ministre de l'Enseignement supérieur | Bruno Itoua                                |
|       | Ministre de l'Équipement et de l'Entretien routier                                                                                        | Émile Ouosso                               |
|       | Ministre de l'Enseignement primaire, secondaire et de l'Alphabétisation                                                                   | Anatole Collinet Makosso                   |
|       | Ministre de la Justice, des Droits humains et de la Promotion des peuples autochtones                                                     | Ange Aimé Bininga                          |
|       | Ministre des Petites et moyennes entreprises, de l'Artisanat et du Secteur informel                                                       | Yvonne-Adélaïde Mougany                    |
|       | Ministre de l'Énergie et de l'Hydraulique                                                                                                 | Serge Blaise Zoniaba                       |
|       | Ministre des Affaires foncières et du Domaine public, chargé des relations avec le Parlement                                              | Pierre Mabiala                             |
|       | Ministre des Zones économiques spéciales                                                                                                  | Gilbert Mokoki                             |
|       | Ministre de l'Enseignement technique et professionnel, de la Formation qualifiante et de l'Emploi                                         | Antoine Nicéphore Thomas Fylla Saint-Eudes |
|       | Ministre de la Construction, de l'Urbanisme et de l'Habitat                                                                               | Josué Rodrigue Ngouonimba                  |
|       | Ministre de l'Économie forestière | Rosalie Matondo                            |
|       | Ministre de la Santé et de la Population Ministre de la Promotion de la femme et de l'Intégration de la femme au développement            | Jacqueline Lydia Mikolo                    |
|       | Ministre de la Recherche scientifique et de l'Innovation technologique                                                                    | Martin Parfait Aimé Coussoud-Mavoungou     |
|       | Ministre du Plan, de la Statistique et de l'Intégration régionale Ministre des Transports, de l'Aviation civile et de la Marine marchande | Ingrid Ebouka-Babackas                     |
|       | Ministre des Postes, des Télécommunications et de l'Économie numérique                                                                    | Léon Juste Ibombo                          |
|       | Ministre du Tourisme et de l'Environnement                                                                                                | Arlette Soudan-Nonault                     |
|       | Ministre des Sports et de l'Éducation physique                                                                                            | Hugues Ngouélondélé                        |
|       | Ministre des Affaires sociale et de l'Action humanitaire                                                                                  | Antoinette Dinga-Dzondo                    |
|       | Ministre de la Jeunesse et de l'Éducation civique                                                                                         | Destinée Doukaga                           |
|       | Ministre de la Culture et des Arts | Dieudonné Moyongo                          |

### Ministre délégué
| Image | Fonction                                                                                               | Nom                |
| ----- | --- | ------------------ |
|       | Ministre délégué auprès du Ministre de l'Intérieur et de la Décentralisation et du Développement local | Charles Nganfouomo |
|       | Ministre délégué auprès du ministre des Finances et du Budget, chargé du Budget                        | Ludovic Ngatsé     |